# Auspicium

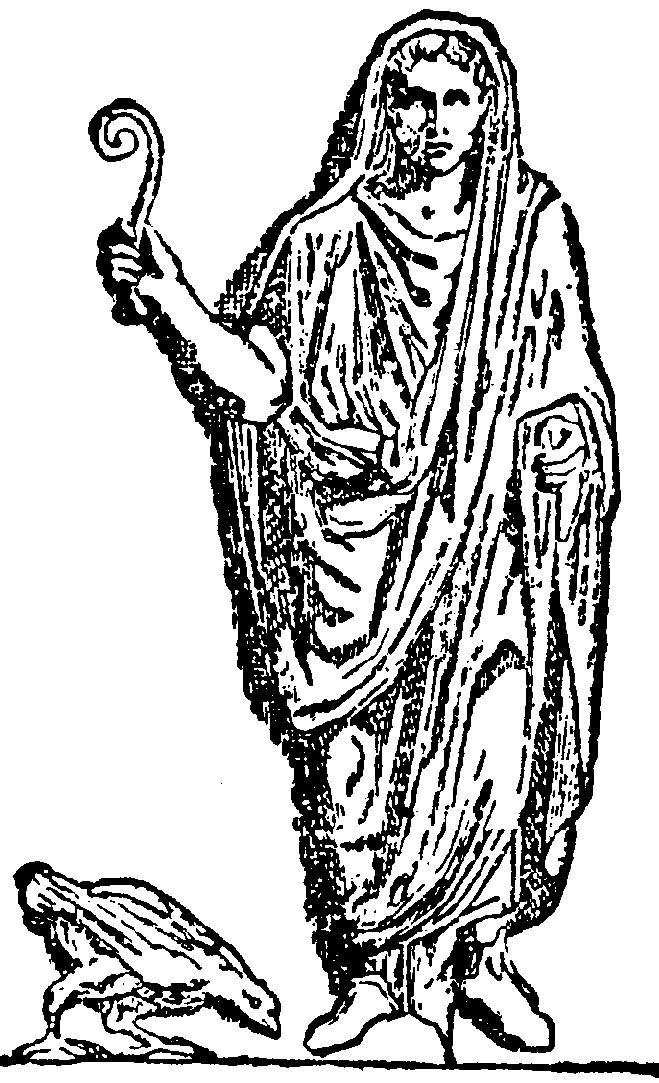
Augur

Auspicium ("waarneming van vogels") is in de eigenlijke betekenis van het woord het waarnemen van door vogels gegeven voortekenen. Maar het werd ook voor andere voortekenen gebruikt, waarvan de waarneming niet was bedoeld als antwoord op een vraag in verband met toekomstige gebeurtenissen, maar enkel om na te gaan of een bijzondere maatregel al dan niet aanvaard werd door de god op wie het betrekking had. Het ritueel werd meestal uitgevoerd door een augur.

## Stichting van de stad Rome
Een bekend voorbeeld van een auspicium wordt genoemd in de mythe van Romulus en Remus. De broers denken op basis van geobserveerde gieren allebei recht te hebben op heerschappij over de te stichten stad Rome. Remus ziet als eerste vogels aan de hemel, Romulus ziet de meeste.